# Bjarne Reuter
Bjarne Bertram Reuter (født 29. april 1950 i Brønshøj) er en dansk forfatter af blandt andet børne- og ungdomsbøger. 
Bjarne Reuter udgav i 1983 ungdomsromanen "Når snerlen blomstrer", som er blevet en klassisk roman, der læses i Folkeskolen i 8. eller 9. klasse. Bogen beskriver som fiktion opvæksten i starten af 1960'ernes Brønshøj, hvor Bjarne Reuter selv er opvokset. Den skal dog mere ses som et udtryk for de samfundstendenser, der brød ud med ungdomsrevolutionen, og som startede i perioden op til bogens tidsmæssige omdrejningspunkt. Personkarakteristikkerne er billeder af de strømninger, som kæmpede om magten i samfundet, og kampen mellem det revolutionerende og det traditionelle. Denne kamp er skildret i form af de interne magtkampe og stridigheder i en 9. klasse i folkeskolen.
Bjarne Reuter er gift med Anette Allen Jensen.
Bjarne Reuters popularitet har medført at han hvert år i perioden 1999-2024 har været den forfatter, der har fået flest bibliotekspenge.
Han spiller i øvrigt kontrabas.
I forbindelse med Bjarne Reuters 70-års fødselsdag 29. april 2020 udkom biografien En som Bjarne Reuter (People'sPress), hvori han for første gang – uden fiktionens slør – fortæller om sit liv. Den er skrevet af Helle Retbøll Carl og Anders Houmøller Thomsen.

## Priser
- Kulturministeriets forfatterpris for børne- og ungdomsbøger 1977 for ungdomsromanen En dag i Hectors liv
- SFC-prisen (Science Fiction Cirklen) 1979 for Slusernes kejser
- BMF's Børnebogspris 1980 for Kys Stjernerne
- Herman Bangs Mindelegat 1983
- Kommunernes Skolebiblioteksforenings Forfatterpris 1983 for Zappa
- Københavns Amts Kulturpris 1987
- Rødekro Kommunes Kulturpris 1988[3]
- De Gyldne Laurbær 1989
- Bog & Idé-prisen (Danskernes Yndlingsforfatter) 1990
- Danmarks Skolebibliotekarers Børnebogspris 1990
- The Mildred L. Batchelder Award (USA) 1990 for Buster's world
- Egholtprisen 1991
- Nordisk Skolebibliotekarforenings Børnebogspris 1993
- Peter Sabroe-Prisen 1993
- The Mildred L. Batchelder Award (USA) 1995 for The Boys from St. Petri
- Søren Gyldendal-prisen 1997
- Statens Kunstfond, livsvarig ydelse 1998
- Deutscher Jugendliteraturpreis, Sparte Kinderbuch 2000 for Hodder der Nachtschwärmer
- BMF's Børnebogspris 2000 for Prins Faisals ring
- Kommunernes Skolebiblioteksforenings Forfatterpris 2001 for Prins Faisals ring
- Silasprisen 2001
- Statens Kunstfond, produktionspræmie (uden ansøgning) 2004 for Løgnhalsen fra Umbrien
- Læsernes Bogpris 2005 for Løgnhalsen fra Umbrien
- BG Banks Litteraturpris 2005 for Løgnhalsen fra Umbrien